# أفاميلانوتيد
أفاميلانوتيد (Afamelanotide)، الذي يباع تحت الإسم التجاري سينيسي(Scenesse) ، هو دواء يستخدم لمنع تلف الجلد من الشمس للمصابين ب البروتوبرفيريا المكونة للكريات الحمر. إنه يزيد من كمية التعرض للضوء قبل حدوث الألم.  و يتم استخدامه كزرع تحت الجلد. 
تشمل الآثار الجانبية الشائعة لهذا العلاج على: الغثيان و السعال و التعب و النعاس و زيادة تصبغ الجلد و تهيج الجلد.  لا ينبغي أن يعطى للأشخاص الذين يعانون من مشاكل في الكلى أو الكبد.  أما السلامة أثناء الحمل غير واضحة بالمرة.  و هو يعتبر منشطا لمستقبل الميلانوكورتين 1 (MC1-R)، مما يزيد من كمية الصبغة الداكنة التي ينتجها الجلد.  
تمت الموافقة على أفاميلانوتيد للاستخدام الطبي في أوروبا في عام 2015 و الولايات المتحدة في عام 2019.   اعتبارًا من عام 2022، فهو غير متوفر في المملكة المتحدة. أما في الولايات المتحدة تبلغ التكلفة 49000 دولار أمريكي لكل عملية زرع اعتبارًا من عام 2022. 